# ریچارد لویس (کمدین)
ریچارد لویس (انگلیسی: Richard Lewis؛ زادهٔ ۲۹ ژوئن ۱۹۴۷ – درگذشتهٔ ۲۷ فوریهٔ ۲۰۲۴) یک هنرپیشه اهل ایالات متحده آمریکا بود.
از فیلم‌ها یا برنامه‌های تلویزیونی که وی در آن نقش داشته‌است می‌توان به ترک لاس وگاس، اونجوری بامزه است و خون‌آشام‌ها اشاره کرد.
از آثار دیگر ریچارد لوئیس می‌توان به «خاطرات یک کمیک جوان»، «نمایش امشب»، «نمایش دیرهنگام با دیوید لنترمن»، «من درد دارم»، «من خسته هستم»، «من محکوم به فنا هستم» و «ریچارد لوئیس: تور بدبختی جادویی» نام برد. 